# 99 Moons
Pour plus de détails, voir Fiche technique et Distribution.
99 Moons est un film suisse réalisé par Jan Gassmann et sorti en 2022.

## Synopsis
Bigna, une brillante sismologue de 28 ans, solitaire et cérébrale, est totalement dans le contrôle, y compris en plannifiant des rencontres avec des inconnus dans des parkings pour les dominer et les contraindre à du facesitting. Jusqu'au jour où elle rencontre Frank, un DJ de 30 ans qui cherche un sens à sa vie en se nourrissant de l'affection des autres et en s'adonnant à la drogue. Bien que tout les oppose, ils sont fortement attirés l'un vers l'autre.
On suit Bigna et Frank sur une durée de 99 lunes, soient 8 ans, pendant laquelle ils se lient, se séparent, se retrouvent, se requittent, dans l'impossibilité de concilier la pureté de leur amour charnel et leur recherche essentielle de liberté, leur besoin d’échapper aux contraintes de l’hétéronormativité.

## Fiche technique
Sauf indication contraire, les informations mentionnées dans cette section peuvent être confirmées par la base de données cinématographiques IMDb,  présente dans la section « Liens externes ».
- Titre : 99 Moons
- Réalisation et scénario : Jan Gassmann
- Photographie : Yunus Roy Imer
- Son : Florian Hinder
- Montage : Miriam Maerk
- Musique : Michelle Gurevich
- Société de production : Zodiac Pictures
- Pays de production :  Suisse
- Durée : 110 minutes
- Dates de sortie :
  - France : 20 mai 2022 (festival de Cannes), 10 mai 2023 (sortie nationale)

## Distribution
- Valentina Di Pace : Bigna
- Dominik Fellmann : Frank
- Danny Exnar : Georg Huber
- Jessica Huber : Barbara

Valentina Di Pace et Dominik Fellmann sont deux acteurs non professionnels

## Distinction

### Sélection
- Festival de Cannes 2022 : programmation ACID[4]